# Попеляни
Попеля́ни — село в Україні, у Львівському районі Львівської області. Населення становить 270 осіб. Орган місцевого самоврядування - Щирецька селищна рада.

## Історія
У податковому реєстрі 1515 року село документується для обслуговування замку.

## Населення
За даним всеукраїнським переписом населення 2001 року, у селі мешкало 348 осіб. Мовний склад села був таким:
| Мова       | Число ос. | Відсоток |
| ---------- | --------- | -------- |
| українська | 347       | 99,71    |
| російська  | 1         | 0,29     |

## Відомі мешканці

### Народились
- Кузь Володимир Григорович — доктор педагогічних наук, професор, дійсний член АПНУ.

## Розклад руху приміських поїздів по зупинці Дмитрія
| Назва поїзда       | Відправлення |
| ------------------ | ------------ |
| Стрий — Львів      | 06:28        |
| Моршин — Львів     | 06:46        |
| Лавочне — Львів    | 08:25        |
| Львів — Мукачево   | 09:54        |
| Чоп — Львів        | 13:06        |
| Львів — Чоп        | 15:06        |
| Мукачево — Львів   | 15:59        |
| Трускавець — Львів | 18:33        |
| Львів — Мукачево   | 18:49        |
| Львів — Лавочне    | 19:23        |
| Трускавець — Львів | 21:14        |
| Львів — Моршин     | 21:45        |